# Championnats du monde d'athlétisme 1987
Navigation
Les 2es Championnats du monde d'athlétisme se sont tenus du 28 août au 6 septembre 1987 (mais sans compétition le mercredi 2 septembre) au Stade olympique de Rome, en Italie. 1 419 athlètes issus de 156 nations ont pris part aux 43 épreuves du programme, dont le 10 000 m et le 10 km marche féminins disputés pour la première fois en Championnats du monde.

## Faits marquants
Ces deuxièmes championnats du monde sont d'un niveau sensiblement supérieur à ceux d'Helsinki de 1983. Ainsi chez les hommes, 20 des 24 vainqueurs ont une performance supérieure à celle du vainqueur de 1983 et chez les femmes, 14 des 17 vainqueurs ont une performance supérieure à celle de la gagnante de 1983. 
Comme en 1983, l'Allemagne de l'Est, les États-Unis et l'Union soviétique dominent en remportant 63 % des titres, 59 % des médailles et 48 % des points à la place (placing table). Chez les hommes, les États-Unis sont premiers avec 7 titres, 14 médailles et 133 points à la place devant l'Union soviétique, 2 titres, 12 médailles et 124 points. Le Kenya se révèle avec 3 titres. Chez les femmes, l'Allemagne de l'Est est première avec 6 titres, 23 médailles et 188 points devant l'Union soviétique, 5 titres, 13 médailles et 147 points. 
Le Canadien Ben Johnson remporta initialement la finale du 100 m en 9 s 83, mais sera destitué par l'IAAF de sa médaille et de son record du monde deux ans et demi plus tard le 20 janvier 1990 après qu'il aura avoué avoir pris des anabolisants pour gagner ce 100 m. L'Américain Carl Lewis récupère par conséquent le titre mondial de Johnson. 
Officiellement, il n'y a pas eu d'autre athlète contrôlé positif au dopage lors de ces championnats, déclassé de façon rétroactive et de record remis en cause.
Côté féminin, la Bulgare Stefka Kostadinova remporte le concours du saut en hauteur en établissant un nouveau record du monde de l'épreuve avec 2,09 m (ancien record 2,08 m par elle-même le 01/06/1986 à Sofia). 
Carl Lewis (États-Unis)  marque ces championnats en remportant 3 titres (100 m, saut en longueur et avec le relais des États-Unis du 4 × 100 m).
Trois athlètes féminines font un doublé : Silke Gladisch (Allemagne de l'Est) avec le 100 m  et le 200 m, Tatiana Samolenko (Union soviétique) avec le 1 500 m et le 3 000 m. Jackie Joner-Kersee réalise, quant à elle, le doublé au saut en longueur et à l'heptathlon.
En saut en longueur, l'Italien Giovanni Evangelisti remporte à l'origine la médaille de bronze avec un saut de 8,37 m. Mais il est déterminé par la suite que les officiels de terrain italiens ont enregistré manuellement un résultat préétabli pour un saut d'une longueur réelle de 7,85 m. Evangelisti ne connaissait pas l'arnaque, mais l'entraîneur-en chef italien Sandro Donati a révélé la fraude et a été congédié.

## Résultats

### Hommes
| Épreuves                  | Or                                                                                    | Argent                                                                                        | Bronze                                                                                  |
| ------------------------- | ------------------------------------------------------------------------------------- | --------------------------------------------------------------------------------------------- | --------------------------------------------------------------------------------------- |
| 100 m détails             | Carl Lewis 9 s 93                                                                     | Raymond Stewart 10 s 08                                                                       | Linford Christie 10 s 14                                                                |
| 200 m détails             | Calvin Smith 20 s 16                                                                  | Gilles Quénéhervé 20 s 16                                                                     | John Regis 20 s 18                                                                      |
| 400 m détails             | Thomas Schönlebe 44 s 33 (ER)                                                         | Innocent Egbunike 44 s 56                                                                     | Butch Reynolds 44 s 80                                                                  |
| 800 m détails             | Billy Konchellah 1 min 43 s 06 (RC)                                                   | Peter Elliott 1 min 43 s 41                                                                   | José Luiz Barbosa 1 min 43 s 76                                                         |
| 1 500 m détails           | Abdi Bile 3 min 36 s 80                                                               | José Luis González 3 min 38 s 03                                                              | Jim Spivey 3 min 38 s 82                                                                |
| 5 000 m détails           | Saïd Aouita 13 min 26 s 44                                                            | Domingos Castro 13 min 27 s 59                                                                | Jack Buckner 13 min 27 s 74                                                             |
| 10 000 m détails          | Paul Kipkoech 27 min 38 s 63 (RC)                                                     | Francesco Panetta 27 min 48 s 98                                                              | Hansjörg Kunze 27 min 50 s 26                                                           |
| Marathon détails          | Douglas Wakiihuri 2 h 11 min 48 s                                                     | Ahmed Salah 2 h 12 min 30 s                                                                   | Gelindo Bordin 2 h 12 min 40 s                                                          |
| 110 m haies détails       | Greg Foster 13 s 21                                                                   | Jon Ridgeon 13 s 29                                                                           | Colin Jackson 13 s 38                                                                   |
| 400 m haies détails       | Edwin Moses 47 s 46 (RC)                                                              | Danny Harris 47 s 48                                                                          | Harald Schmid 47 s 48                                                                   |
| 3 000 m steeple détails   | Francesco Panetta 8 min 08 s 57 (RC)                                                  | Hagen Melzer 8 min 10 s 32                                                                    | William Van Dijck 8 min 12 s 18                                                         |
| 20 km marche détails      | Maurizio Damilano 1 h 20 min 45 s (RC)                                                | Jozef Pribilinec 1 h 21 min 07 s                                                              | José Marín 1 h 21 min 24 s                                                              |
| 50 km marche détails      | Hartwig Gauder 3 h 40 min 53 s (RC)                                                   | Ronald Weigel 3 h 41 min 30 s                                                                 | Vyacheslav Ivanenko 3 h 44 min 02 s                                                     |
| 4 × 100 m détails         | États-Unis Lee McRae Lee McNeill Harvey Glance Carl Lewis 37 s 90                     | Union soviétique Aleksandr Yevgenyev Viktor Bryzgin Vladimir Muravyov Vladimir Krylov 38 s 02 | Jamaïque John Mair Andrew Smith Clive Wright Raymond Stewart 38 s 41                    |
| 4 × 400 m détails         | États-Unis Danny Everett Roddie Haley Antonio McKay Butch Reynolds 2 min 57 s 29 (RC) | Grande-Bretagne Derek Redmond Kriss Akabusi Roger Black Philip Brown 2 min 58 s 86            | Cuba Leandro Peñalver Agustin Pavo Lazaro Martínez Roberto Hernández 2 min 59 s 16 (RN) |
| Saut en longueur détails  | Carl Lewis 8,67 m (RC)                                                                | Robert Emmiyan 8,53 m                                                                         | Larry Myricks 8,33 m                                                                    |
| Triple saut détails       | Khristo Markov 17,92 m (RC)                                                           | Mike Conley 17,67 m                                                                           | Oleg Sakirkin 17,43 m                                                                   |
| Saut en hauteur détails   | Patrik Sjöberg 2,38 m (RC)                                                            | Hennadiy Avdyeyenko Igor Paklin 2,38 m (RC)                                                   | -                                                                                       |
| Saut à la perche détails  | Sergueï Bubka 5,85 m (RC)                                                             | Thierry Vigneron 5,80 m                                                                       | Rodion Gataullin 5,80 m                                                                 |
| Lancer du poids détails   | Werner Günthör 22,23 m (RC)                                                           | Alessandro Andrei 21,88 m                                                                     | John Brenner 21,75 m                                                                    |
| Lancer du disque détails  | Jürgen Schult 68,74 m (RC)                                                            | John Powell 66,22 m                                                                           | Luis Delís 66,02 m                                                                      |
| Lancer du marteau détails | Sergey Litvinov 83,06 m (RC)                                                          | Jüri Tamm 80,84 m                                                                             | Ralf Haber 80,76 m                                                                      |
| Lancer du javelot détails | Seppo Räty 83,54 m (RC)                                                               | Viktor Yevsyukov 82,52 m                                                                      | Jan Železný 82,20 m                                                                     |
| Décathlon détails         | Torsten Voss 8 680 pts                                                                | Siegfried Wentz 8 461 pts                                                                     | Pavel Tarnavetskiy 8 375 pts                                                            |

### Femmes
| Épreuves                  | Or                                                                                                   | Argent                                                                                      | Bronze                                                                                      |
| ------------------------- | --- | ------------------------------------------------------------------------------------------- | ------------------------------------------------------------------------------------------- |
| 100 m détails             | Silke Gladisch 10 s 90 (RC)                                                                          | Heike Drechsler 11 s 00                                                                     | Merlene Ottey 11 s 04                                                                       |
| 200 m détails             | Silke Gladisch 21 s 74 (RC)                                                                          | Florence Griffith-Joyner 21 s 96                                                            | Merlene Ottey 22 s 06                                                                       |
| 400 m détails             | Olga Bryzgina 49 s 38                                                                                | Petra Schersing 49 s 94                                                                     | Kirsten Emmelmann 50 s 20                                                                   |
| 800 m détails             | Sigrun Wodars 1 min 55 s 26 (RN)                                                                     | Christine Wachtel 1 min 55 s 32                                                             | Lyubov Gurina 1 min 55 s 56                                                                 |
| 1 500 m détails           | Tatyana Dorovskikh 3 min 58 s 56 (RC)                                                                | Hildegard Körner 3 min 58 s 67                                                              | Doina Melinte 3 min 59 s 27                                                                 |
| 3 000 m détails           | Tatyana Dorovskikh 8 min 38 s 73                                                                     | Maricica Puică 8 min 39 s 45                                                                | Ulrike Bruns 8 min 40 s 30                                                                  |
| 10 000 m détails          | Ingrid Kristiansen 31 min 05 s 85                                                                    | Olena Zhupiyeva 31 min 09 s 40                                                              | Kathrin Ullrich 31 min 11 s 34                                                              |
| Marathon détails          | Rosa Mota 2 h 25 min 17 s (RC)                                                                       | Zoya Ivanova 2 h 32 min 38 s                                                                | Jocelyne Villeton 2 h 32 min 53 s                                                           |
| 100 m haies détails       | Ginka Zagorcheva 12 s 34 (RC)                                                                        | Gloria Siebert 12 s 44                                                                      | Cornelia Oschkenat 12 s 46                                                                  |
| 400 m haies détails       | Sabine Busch 53 s 62 (RC)                                                                            | Debbie Flintoff 54 s 19                                                                     | Cornelia Feuerbach 54 s 31                                                                  |
| 4 × 100 m détails         | États-Unis Alice Brown Diane Williams Florence Griffith-Joyner Pam Marshall 41 s 58 (RC)             | Allemagne de l'Est Silke Möller Cornelia Oschkenat Kerstin Behrendt Marlies Göhr 41 s 95    | Union soviétique Irina Slyusar Natalya Pomoschchnikova Natalya German Olga Antonova 42 s 33 |
| 4 × 400 m détails         | Allemagne de l'Est Dagmar Neubauer Kirsten Emmelmann Petra Schersing Sabine Busch 3 min 18 s 63 (RC) | Union soviétique Aelita Yurchenko Olga Nazarova Mariya Pinigina Olga Bryzgina 3 min 19 s 50 | États-Unis Diane Dixon Denean Howard Valerie Brisco Lillie Leatherwood 3 min 21 s 04        |
| 10 km marche détails      | Irina Strakhova 44 min 12 s (RC)                                                                     | Kerry Saxby 44 min 23 s                                                                     | Yan Hong 44 min 42 s                                                                        |
| Saut en longueur détails  | Jackie Joyner-Kersee 7,36 m (RC)                                                                     | Yelena Belevskaya 7,14 m                                                                    | Heike Drechsler 7,13 m                                                                      |
| Saut en hauteur détails   | Stefka Kostadinova 2,09 m (RM)                                                                       | Tamara Bykova 2,04 m                                                                        | Susanne Beyer 1,99 m                                                                        |
| Lancer du poids détails   | Natalya Lisovskaya 21,24 m (RC)                                                                      | Kathrin Neimke 21,21 m                                                                      | Ines Müller 20,76 m                                                                         |
| Lancer du disque détails  | Martina Hellmann 71,62 m (RC)                                                                        | Diana Gansky 70,12 m                                                                        | Tsvetanka Khristova 68,82 m                                                                 |
| Lancer du javelot détails | Fatima Whitbread 76,64 m (RC)                                                                        | Petra Felke 71,76 m                                                                         | Beate Peters 68,82 m                                                                        |
| Heptathlon détails        | Jackie Joyner-Kersee 7 128 pts (RC)                                                                  | Larisa Nikitina 6 564 pts                                                                   | Jane Frederick 6 502 pts                                                                    |

## Tableau des médailles

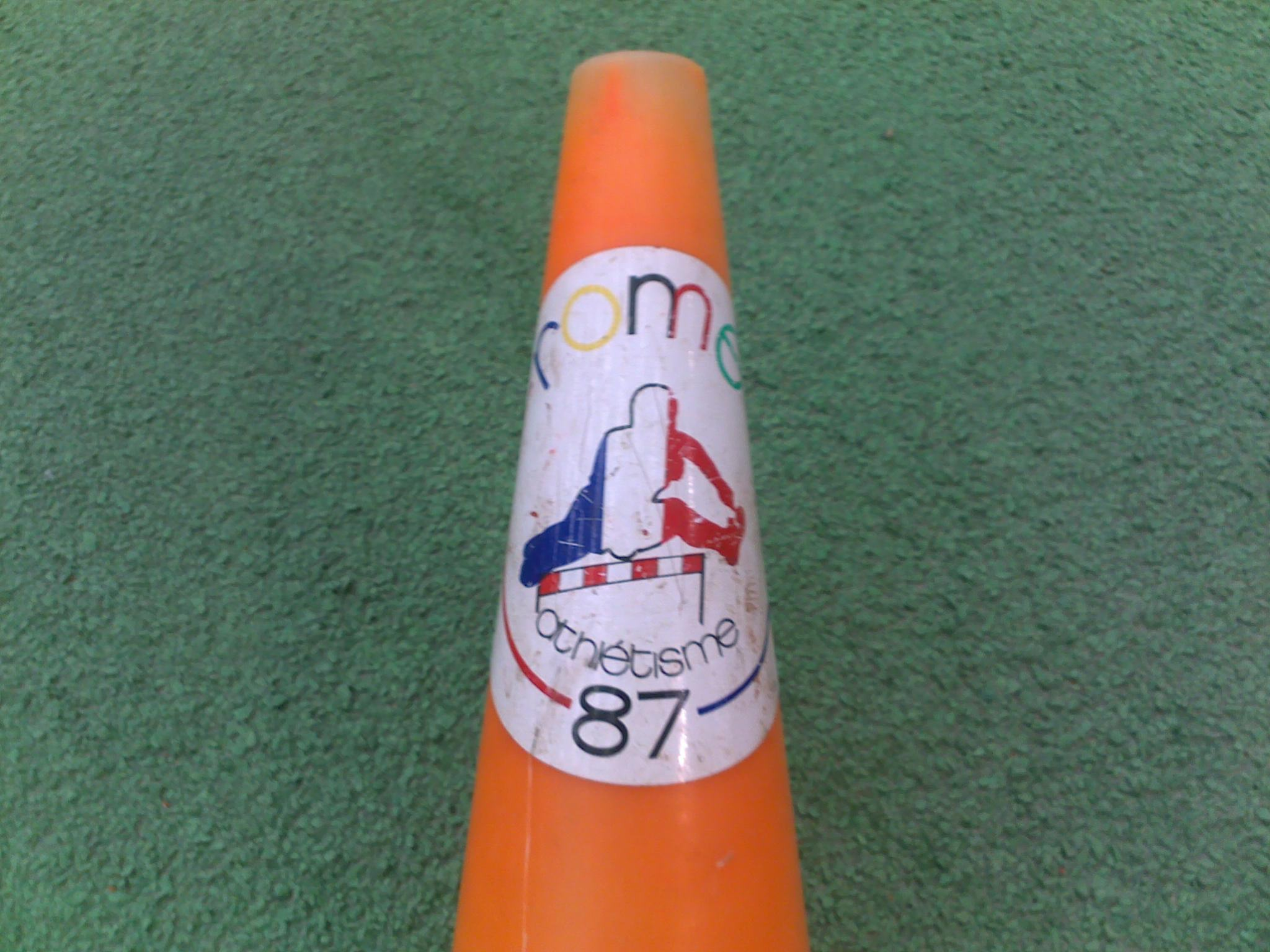
Un plot de l'INSEP avec un autocollant à l'effigie des championnats.

| Rang | Nation               | Or | Argent | Bronze | Total |
| ---- | -------------------- | -- | ------ | ------ | ----- |
| 1    | Allemagne de l'Est   | 10 | 11     | 10     | 31    |
| 2    | États-Unis           | 10 | 4      | 6      | 20    |
| 3    | Union soviétique     | 7  | 12     | 6      | 25    |
| 4    | Bulgarie             | 3  | 0      | 1      | 4     |
| 5    | Kenya                | 3  | 0      | 0      | 3     |
| 6    | Italie               | 2  | 2      | 1      | 5     |
| 7    | Grande-Bretagne      | 1  | 3      | 4      | 8     |
| 8    | Portugal             | 1  | 1      | 0      | 2     |
| 9    | Finlande             | 1  | 0      | 0      | 1     |
| 9    | Maroc                | 1  | 0      | 0      | 1     |
| 9    | Norvège              | 1  | 0      | 0      | 1     |
| 9    | Somalie              | 1  | 0      | 0      | 1     |
| 9    | Suède                | 1  | 0      | 0      | 1     |
| 9    | Suisse               | 1  | 0      | 0      | 1     |
| 15   | France               | 0  | 2      | 1      | 3     |
| 16   | Australie            | 0  | 2      | 0      | 2     |
| 17   | Jamaïque             | 0  | 1      | 3      | 4     |
| 18   | Allemagne de l'Ouest | 0  | 1      | 2      | 3     |
| 19   | Tchécoslovaquie      | 0  | 1      | 1      | 2     |
| 19   | Espagne              | 0  | 1      | 1      | 2     |
| 19   | Roumanie             | 0  | 1      | 1      | 2     |
| 22   | Djibouti             | 0  | 1      | 0      | 1     |
| 22   | Nigeria              | 0  | 1      | 0      | 1     |
| 24   | Cuba                 | 0  | 0      | 2      | 2     |
| 25   | Belgique             | 0  | 0      | 1      | 1     |
| 25   | Brésil               | 0  | 0      | 1      | 1     |
| 25   | Chine                | 0  | 0      | 1      | 1     |
|      |                      | 43 | 44     | 42     | 129   |

## Sources
- (en) Résultats par épreuve des Championnats du monde de 1987 sur le site de l'IAAF
- (en) Historique des championnats du monde d'athlétisme sur IAAF Statistics Handbook (version 2017), site de l'Association internationale des fédérations d'athlétisme